# Operação Maremoto

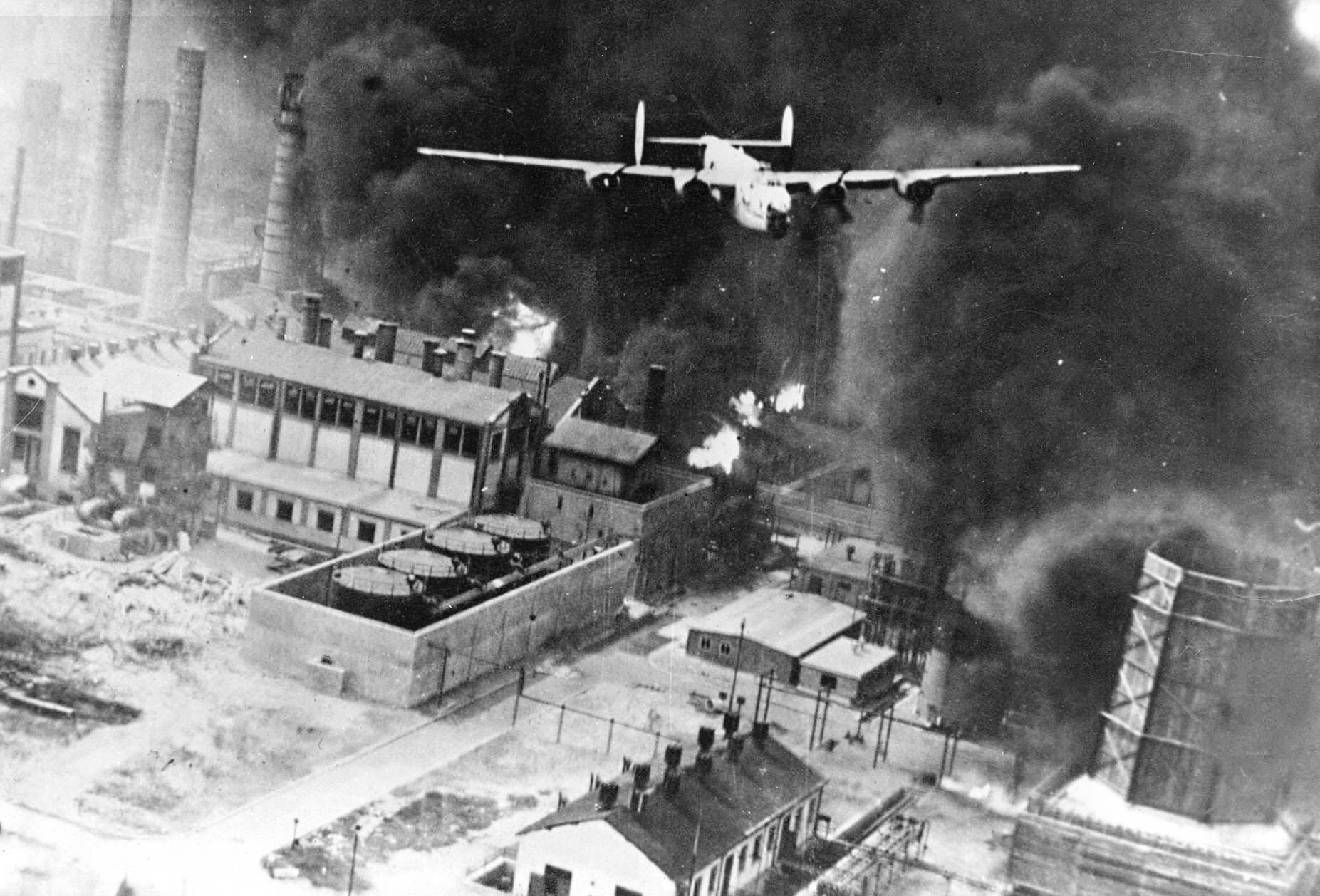
Um B-24 Liberator chamado Sandman durante uma bomba sobre a refinaria Ploiești Astra Română durante a Operação Tidal Wave

A Operação Maremoto (em inglês: Operation Tidal Wave) foi um ataque aéreo de bombardeiros das Forças Aéreas do Exército dos Estados Unidos (USAAF) baseados na Líbia em nove refinarias de petróleo em torno de Ploiești, Romênia, em 1 de agosto de 1943, durante a Segunda Guerra Mundial. Foi uma missão de bombardeio estratégico e parte da "campanha do petróleo" para negar combustível à base de petróleo às potências do Eixo. A missão resultou em "nenhuma redução da produção geral do produto".
Esta operação foi uma das mais caras para a USAAF no Teatro Europeu, com 53 aeronaves e 500 tripulantes perdidos. Foi proporcionalmente o maior ataque aéreo aliado mais caro da guerra e sua data foi posteriormente referida como "Domingo Negro". Cinco Medalhas de Honra e 56 Cruzes de Serviço Distinto, juntamente com vários outros prêmios, foram para os membros da tripulação da Operação Tidal Wave. Um relatório de pesquisa de 1999 preparado para o Air War College na Base Aérea de Maxwell, no Alabama, concluiu que a campanha de bombardeio em Ploiești foi "uma das missões mais sangrentas e heróicas de todos os tempos". Um dos aviões americanos abatidos caiu em uma prisão feminina em Ploiești, resultando em cerca de metade.

## Batalha
Na manhã de 1º de agosto de 1943, uma força de 178 bombardeiros B-24, pertencente a cinco grupos, decolou de aeródromos próximos a Benghazi, Líbia, com destino às refinarias de petróleo em Ploiești, Romênia. A decolagem foi dificultada por poeira pesada, que causou baixa visibilidade e sobrecarregou os motores das aeronaves, resultando na perda de um dos bombardeiros antes mesmo de deixar o solo. Apesar disso, 177 aeronaves conseguiram partir em segurança.
Durante o voo sobre o Mar Adriático, uma das aeronaves, "Wongo Wongo", apresentou problemas inexplicáveis e caiu no mar, levando toda a tripulação. Outras dez aeronaves retornaram aos seus aeródromos de origem devido a dificuldades, e as formações restantes enfrentaram desafios ao cruzar as montanhas Pindo, com algumas unidades perdendo coesão devido ao silêncio de rádio imposto. Esse silêncio também contribuiu para erros de navegação, que se revelariam desastrosos mais tarde.
Ao entrar no espaço aéreo búlgaro e romeno, os bombardeiros foram detectados por radares alemães e interceptados por caças inimigos. Durante a aproximação a Ploiești, erros de navegação fizeram com que parte da força aérea se desviasse do curso, dirigindo-se erroneamente para Bucareste em vez do alvo planejado. Esse erro expôs os bombardeiros a pesadas defesas antiaéreas, resultando em mais perdas.
Vários grupos de bombardeiros, apesar das dificuldades, conseguiram lançar suas bombas sobre as refinarias de Ploiești. Um dos aviões, "Hell's Wench", liderado pelo tenente-coronel Baker, foi severamente danificado, mas manteve o curso até lançar suas bombas sobre o alvo antes de ser abatido, com toda a tripulação sendo condecorada postumamente. Outros bombardeiros, como o "José Carioca", também foram abatidos após atingirem seus alvos, causando destruição significativa, mas também resultando em pesadas baixas civis.
O grupo de bombardeiros que atacou a refinaria Steaua Română enfrentou condições particularmente difíceis, incluindo fumaça densa e explosões secundárias. O 389º Grupo de Bombardeiros, liderado pelo coronel Jack Wood, conseguiu atingir seus alvos, mas ao custo de várias aeronaves e tripulações. Durante o voo de retorno, os bombardeiros foram novamente atacados por caças inimigos, resultando em mais perdas, incluindo colisões entre aviões e abates sobre o Mar Jônico.
Ao final da missão, embora alguns alvos tenham sido destruídos, a operação foi marcada por confusão, erros de navegação e a perda de muitas aeronaves e tripulações, fazendo com que os benefícios táticos fossem questionados frente ao alto custo em vidas humanas e material.

## Consequências
Após o ataque, o marechal Ion Antonescu visitou Ploiești e Câmpina. Após esta visita, foi decidido formar um Corpo de Intervenção Especial com a tarefa de responder às áreas atacadas e reduzir os danos causados em futuros ataques. Outras medidas de defesa passiva foram tomadas, como a formação de novas unidades de camuflagem baseadas no modelo alemão, enquanto as defesas aéreas da região também foram aprimoradas.
O general Dwight D. Eisenhower e outros comandantes foram convencidos a continuar a campanha aérea visando a produção de petróleo da Romênia após a operação. O objetivo foi definido para reduzir a produção em 60-70%. Como parte do plano do general Carl Spaatz, os ataques foram reiniciados em abril de 1944, inicialmente atacando a infraestrutura ferroviária usada para transportar petróleo para a Alemanha. A partir de maio de 1944, os alvos de petróleo tornaram-se a prioridade novamente e vários ataques aéreos foram realizados nas refinarias romenas. Até agosto de 1944, a Força Aérea Real Romena e a artilharia antiaérea romena abateram 223 bombardeiros americanos e britânicos, bem como 36 caças. As perdas romenas totalizaram 80 aeronaves. Os pilotos da Luftwaffe abateram mais 66 aeronaves aliadas ocidentais. O total de baixas aliadas ocidentais foi de 1 706 mortos e 1 123 capturados.